# Eucosma sardoensis
Eucosma sardoensis is een vlinder uit de familie bladrollers (Tortricidae). De wetenschappelijke naam is voor het eerst geldig gepubliceerd in 1935 door Rebel.
De soort komt voor in Europa.